# Красноволица
Красноволица (укр. Красноволиця) — село на Украине, находится в Чудновском районе Житомирской области.
Код КОАТУУ — 1825884002. Население по переписи 2001 года составляет 222 человека. Почтовый индекс — 13231. Телефонный код — 4139. Занимает площадь 0,778 км².

## История
В 1946 году указом ПВС УССР село Красноволька переименовано в Красноволицу.

## Адрес местного совета
13230, Житомирская область, Чудновский р-н, с. Красногорка, ул. Ковалёва, 9